# Martell Webster
Martell Webster (Edmonds, Washington; 4 de diciembre de 1986) es un exjugador de baloncesto estadounidense que disputó 10 temporadas en la NBA. Con 2,01 metros de altura, jugaba en la posición de alero. Es primo del también jugador de baloncesto, Jason Terry.

## Carrera

### Instituto
Asistió al Seattle Preparatory School, donde promedió 27,1 puntos por partido, 10 rebotes y 2 asistencias en su año sénior. Webster regresó del verano muy fuerte, después de recuperarse de una lesión de pie que le obligó a perderse gran parte de la temporada. Además, lideró a su equipo al campeonato de división promediando 18,6 en su segundo año.

### NBA
Tras dejar el instituto, fue seleccionado en la sexta posición del Draft de la NBA de 2005 por los Portland Trail Blazers. Fue asignado a los Fort Worth Flyers de la NBDL y repescado en febrero de 2006. Ese mes realizó su mejor partido en la liga, anotando 24 puntos a Boston Celtics.
El 24 de junio de 2010, fue traspasado a los Minnesota Timberwolves a cambio de Ryan Gomes y los derechos de Luke Babbitt.
El 13 de julio de 2012, fue liberado por los Minnesota Timberwolves. El 29 de agosto de 2012, firmó un contrato para jugar con los Washington Wizards por una temporada y 1,6 millones.
El 10 de julio de 2013, Webster renovó su contrato con los Wizards.
Antes de comenzar su cuarta temporada en Washington, el 20 de noviembre de 2015, fue descartado para toda la temporada 2015–16, tras ser operado con éxito para reparar el cartílago dañado de la cadera derecha. Por lo que due cortado por los los Wizards 10 días después.
El 25 de septiembre de 2017, se unió a los New Orleans Pelicans para la pretemporada. Sin embargo, cinco días después, dejó la concentración y decidió retirarse del baloncesto profesional.

## Estadísticas de su carrera en la NBA

### Temporada regular
| Año     | Equipo     | PJ  | PT  | MPP  | %TC  | %3P  | %TL  | RPP | APP | ROB | TPP | PPP  |
| ------- | ---------- | --- | --- | ---- | ---- | ---- | ---- | --- | --- | --- | --- | ---- |
| 2005-06 | Portland   | 61  | 18  | 17.5 | .399 | .357 | .859 | 2.1 | .6  | .3  | .2  | 6.6  |
| 2006-07 | Portland   | 82  | 27  | 21.5 | .396 | .364 | .705 | 2.9 | .6  | .4  | .2  | 7.0  |
| 2007-08 | Portland   | 75  | 70  | 28.4 | .422 | .388 | .735 | 3.9 | 1.2 | .6  | .4  | 10.7 |
| 2008-09 | Portland   | 1   | 0   | 5.0  | .000 | .000 | .000 | .0  | .0  | .0  | .0  | .0   |
| 2009-10 | Portland   | 82  | 49  | 24.5 | .405 | .373 | .813 | 3.3 | .8  | .6  | .5  | 9.4  |
| 2010-11 | Minnesota  | 46  | 1   | 23.8 | .447 | .417 | .770 | 3.2 | 1.2 | .6  | .2  | 9.8  |
| 2011-12 | Minnesota  | 47  | 26  | 24.3 | .423 | .339 | .792 | 3.6 | .9  | .7  | .4  | 6.9  |
| 2012-13 | Washington | 76  | 62  | 28.9 | .442 | .422 | .848 | 3.9 | 1.9 | .6  | .2  | 11.4 |
| 2013-14 | Washington | 78  | 13  | 27.7 | .433 | .392 | .840 | 2.8 | 1.2 | .5  | .2  | 9.7  |
| 2014-15 | Washington | 32  | 0   | 11.0 | .264 | .233 | .750 | 1.4 | .5  | .2  | .0  | 3.3  |
| Total   | Total      | 580 | 266 | 24.0 | .418 | .382 | .791 | 3.1 | 1.0 | .5  | .3  | 8.7  |

### Playoffs
| Año   | Equipo     | PJ | PT | MPP  | %TC  | %3P  | %TL  | RPP | APP | ROB | TPP | PPP |
| ----- | ---------- | -- | -- | ---- | ---- | ---- | ---- | --- | --- | --- | --- | --- |
| 2010  | Portland   | 6  | 0  | 25.3 | .423 | .294 | .556 | 4.3 | .7  | .8  | .5  | 9.8 |
| 2014  | Washington | 11 | 0  | 17.7 | .366 | .231 | .667 | 2.3 | .5  | .4  | .5  | 3.8 |
| Total | Total      | 17 | 0  | 20.4 | .398 | .256 | .593 | 3.0 | .5  | .5  | .5  | 5.9 |